# 朱偕灊
韓康王朱偕灊（1460年—1501年），明朝第七代韓王，惠王朱徵釙的庶第三子，母次妃劉氏。

## 生平
他在成化七年（1471年）受封彰化王，成化十二年（1476年）晉封韓王。成化十五年（1479年），偕灊因為違法侵佔土地，收受賄賂以及強娶部屬已聘之妻等罪名，遭革除祿米三分之一。他在位二十五年，在弘治十四年（1501年）去世，三年後（弘治十七年，1504年）其子昭王朱旭櫏嗣位。

## 家庭

### 妻
郭守真，兵馬指揮郭英第三女。天順四年三月十三日（1460年4月4日）生。成化十二年四月內選為彰化王妃，成化十三年九月十五日（1477年10月21日）進封為韓王妃。成化二十三年正月二十七日（1487年2月20日）卒。

### 子
1. 韓昭王	朱旭櫏
2. 朱旭本（夭折）[1]
3. 隴西安懿王 朱旭林
4. 寧遠宣和王 朱旭栓
5. 長泰榮和王 朱旭橫
6. 永福端僖王 朱旭㮖
7. 建寧恭安王 朱旭㮁

### 女
1. 鬱平郡主[1]

| 無 原因：明政府封之 | 明彰化國國王 1471年—1476年 | 無 原因：襲封韓國，封國廢除 |
| 前任： 兄悼王朱偕㳘 | 明韓國國王 1469年－1501年  | 繼任： 子昭王朱旭櫏         |